# Ariadne (keizerin van Byzantium)

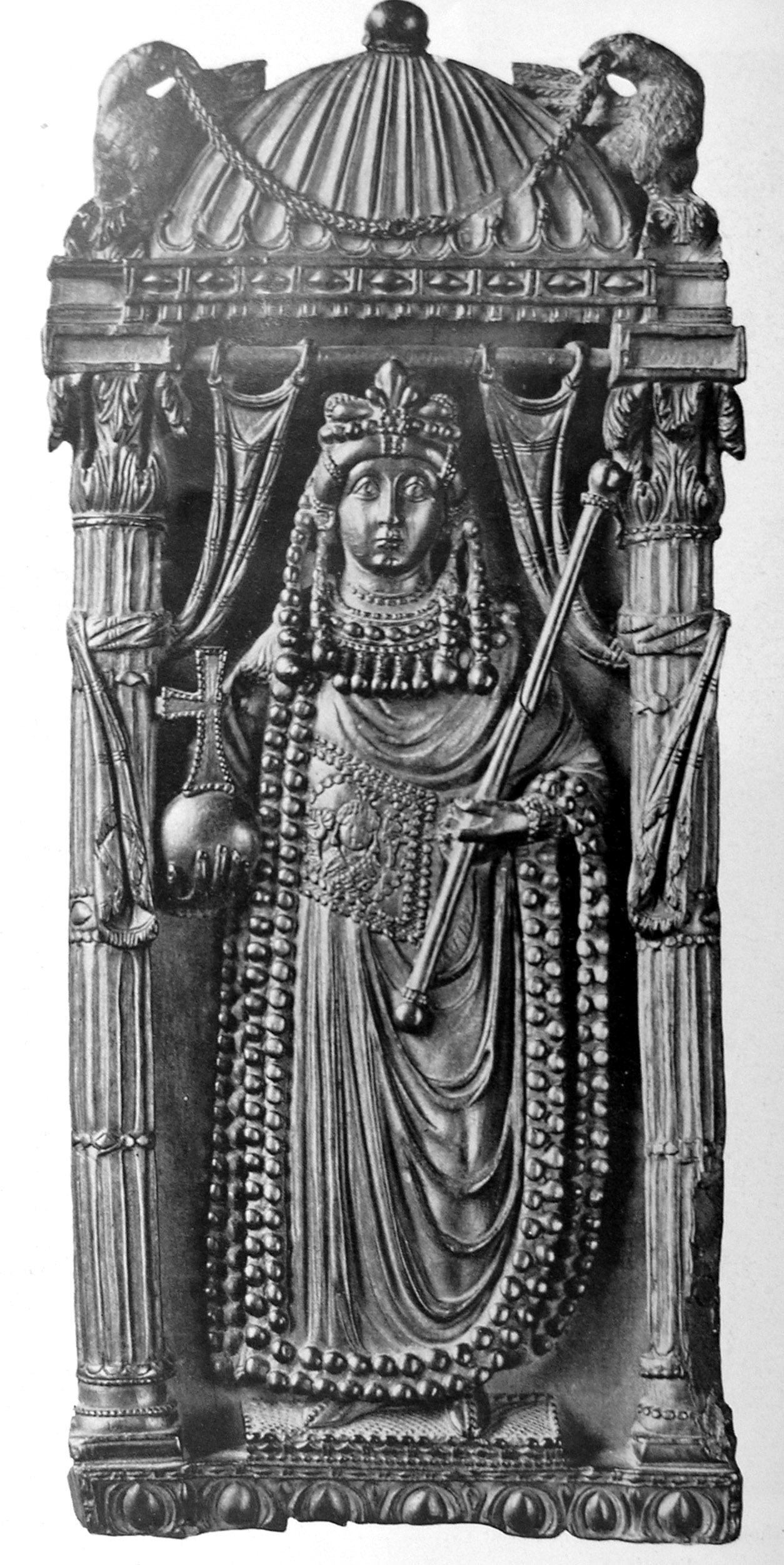
Ariadne (?) op een diptiek im Bargello, Florence.

Aelia Ariadne (Oudgrieks:Αίλια Αριάδνη; rond 450 - Constantinopel, 515) was de vrouw van twee Byzantijnse keizers; eerst van Zeno (474-491) en daarna van diens opvolger Anastasius I (491-518).
Ariadne was de oudste dochter van de Oost-Romeinse keizer Leo I en diens vrouw Verina. Rond de jaarwisseling van 466/467 trad zij in het huwelijk met de Isaurische gardecommandant Tarasicodissa, die dankzij dit huwelijk, onder de naam Zeno, in aanmerking kwam voor de troonsopvolging. Ariadnes jongere zuster Leontia was met Patricius, een zoon van de machtige magister militum Aspar, verloofd en trad na diens val (471) in het huwelijk met Marcianus, zoon van de West-Romeinse keizer Anthemius.
Ariadne en Zeno hadden samen een zoon Leo II, die kortstondig keizer was in het jaar 474. Hij stierf op zevenjarige leeftijd.